# Италијанско колонијално царство
Италијанско колонијално царство (Италијански: Impero coloniale italiano), или само Италијанско царство (Италијански: Impero italiano), је било колонијално царство које је настало у Африци током 19. века и обухватало је колоније, протекторате и зависне територије Краљевине Италије.
Италија је у Африци поседовала територије данашњих држава Сомалије, Еритреје, Етиопије, које су тада биле позанте као Италијанска источна Африка, и Либије. Изван Африке Италија је поседовала Додеканез, Албанију (1917.-1920. и 1939.-1943.) и устуке у Кини.
Након долакса фашистичке владе на челу са Бенитом Мусолинијем Италија је кренула на пут остварања својих империјалних амбиција. Влада је подржавала ''демографску колонизацију'', због које је до 1939. у Либији било од 120 000 до 150 000 Италијана, а у источној Африци чак до 165 000.
Током Другог светског рата, Италија је била у савезу са нацистичком Немачком и где је до 1940. успела да окупира британски Сомалиленд, западни део Египта, француски Тунис, већи део Југославије, Грчке, као и југоисточне делове Француске. Међутим, Италија је до 1943. изгубила све прекоморске колоније и окупиране територије од стране Савезника. Италијанско царство се званично завршило 1947. године, када је Италија поништила сва права на бивше колоније.

## Историја

### Истроија пре уједињења
Жеља за цартсвом у Италији се ствара за време Римског царства, где ће латинска пословица ''Mare nosturm'' (у преводу ''Наше море'', а односи се на Средоземно море) била кориштена као основа италијанског империјализма.
Током 15. и 16. века италијански авантуристи су знатно допринели стварању и ширењу европских колонија у Америкама, где су неке најважније личности биле: Кристофер Колумбо, родом из Ђенове, који је за Шпанију ''открио'' Америку, Америго Веспучи и Ђовани Верацано, обоје родом из Фиренце, и који су запослени од стране Португала и Француске, као и Ђовани ''Џон'' Кабот који је из Венеције а радио је за Енглеску. Иако је пуно италијана допринело открићу и колонизацији Америка, ниједна италијанска држава није учествовала у подели Америке, једно су Ђенова и Млетачка република имале колоније у Средоземљу. Разлог овоме је био сам положај Италје у средини Средоземног мора без неког јасног излаза на отворени океан. Покушај колонизације данашнње Француске Гвајане је покушао Фердинанд I, владар Тоскане, који је експедицију послао 1608. године. Проблем је настао при њихобом повратку у Италу 1609. год. јер је до тада Фердинанд већ умро, а његов наследник није био заинтересован у даље покушаје колонизације. Једина италијанска држава која је успела да оснује и накратко одржи неке америчке колоније је била Малта. Малта од 1651. до 1665. поседовала острва: Сент Китс, Свети Мартин, Сент Бартелеми и Сент Крој. После губитка ових колонија ниједан други покушај у колонизацији Америке није покушан, а друге средозмене колоније су до 1797. такође изгубљене.

### Стварање царства
Након уједињења у другој половини 19. века Италија је хтела да се покаже као важна европска и светска сила, а то је планирала да уради добивањем колонија током доба империјализма. Главна мета италијанског колонијализма је била регија Рога Африке која је до тада била нетакнута. 
Италија је такође имала амбиције да освоји Османски Тунис у којем је живела значајна италијанска мањина. Упркос томе, Италија је оставила Тунис све до 1879. када је постало очигледно да је и Француска имала интерес у регију. Италија је понудила дељење Туниса Француској, али је потом била одбијена и где је у мају 1881. године званично настао француски протекторат у Тунису. Овај догађај је довео до осјећаја излације Италије, те потом потписивања Тројног савеза 1882. год. са Немачком и Аустроуграском.
Италије је 1864. и 1865. год. неуспешно покушала да од Данске купи Никобарска острва. Почетак истинског царства се десио 1869. када је италијанска компанија купила Асаб и његову околину на Црвеном мору која би служила као станица за бродове који су ишли ка Суецком каналу. Италијанска влада је ову територију приопојила себи и стоврила прву италијанску прекоморску колонију. Даље колоније су основане 1885., када је у партнерству са Уједињеним Краљевством Италија анектирала луку Масаве у данашњој Еритреји од Египта. После тога анектирана је и данашња Сомалија. Анектирање ових териотрија је угрозило Етиопију, тада Абисинију, што је 1887. довело до почетка оружаног сукоба. Иако се Италија лоше показала, Етиопија је ипак потписала мир и предала Италији неке територије у Еритреји и, на папиру, постала протекторат. Мир је трајао до 1895. када је започео Први италијанско-етиопски рат. Италијани су и у овом сукобу, иако знатно боље наоружани, лоше прошли. Пример овога је била Битка код Адве, у којој је Италија имала 6889 жртви, а Етиопија око 4000. Италија се такође борила у Махдистичком рату и од 1890. добро се показала поражавајући побуњенике у разним биткама.
Италија је 1898., током периода европских уступака у Кини, од Кине као уступак затражила Санмен. Овај ''ултиматум'' није озбиљно схваћен те је и одбијен од стране царске владе у Пекингу. Ово државно понижење је довело до самог пада италијанске владе. Понижење је заборављено следеће године када је Италија, заједно са осталим великим силама, учестовала у интервенцији током Боксерсог устанака, што је довело до једног примера италијанског колонијализма у Азији и добивање уступка у Тјенцину 1901. године. 
Почетком 20. века родио се нови степен национализма у Италији и који је био носталгичан за римском ером Италије. Либија је, на пример, гледана као бившу римску, а тиме и италијанску, колонију те да ју је требало вратити. У страху да ће у потпшуности изостати из северноафричке колонизације, премијер Ђовани Ђолити објављује рат Османском царству у октобру 1911. и започиње Турско-италијански рат. У овом рату су се по прву пут почела користити оклопна возила, као и први значајан случај ваздушног ратовања. Италија је из овог рата изашла као победник и добила Либију и Додеканез од Османлија.

### Први светски рат и последице
Почетком рата 1914. Италија није одмах ушла у сукоб заједно са својим савезницима. Антанта је коначно 1915. навела Италију да уђе у рат углавном обећавајући аустријске и турске територије.
Италија је прије уласка у рат окупирала албански град Валона у децембру 1914. У децембру 1916. Италијани су такође окупирали југ Албаније и исте године почела регрутовати Албанце за рат. Уз одобрење савезника је 1916. даље окупиран северни Епир, што је довело до повлачења тада неутралних грчких снага из регије. У јуну 1917. Италија је прогласила средњу и јужну Албанију као протекторат, док је северни део обећан Србији и Црној Гори. До октобра 1918. италијанске и француске снаге су протерале аустроугарску армију из Албаније. Међутим након рата, 1920. год., албанска побуна у Валону је довела до тога да Италија преда све Албанске територије Албанији осим Сазан острва.
Далмација је била важна аустријска регија током рата, где су и Италија и Србија имале план да је присвоје себи. Италији је велики део ове регије обећан у замену за улазак у рат. У 1918. је чак забиљежено да су италијанске снаге ушле у Вис, Ластово и Шибеник. До краја новембра Италија је заузела све обећане териотријеса Лондонског споразума, а 17. новембра заузела и Ријеку.
Након потписивања Версајског споразума 1919. Италија је добила знатно мање него што је обећано. Да би некако конпензовали Италију Француска и Британија су од 1919. до 1935. поклањали разне афричке територије италијанским колонијама.

### Међуратни период
Вођа италијанског фашистичког покрета, Бенито Мусолини,  је 1922. постао премијер а касније и диктатор Италије. Он је питање Додеканеза решио потписивањем Лозанског мира 1923., којим је потврђена италијанска власт над Либијом и Додеканезом у замену за плаћање неке отштете новонасталој Турској републици. Следећи месец Мусолини је наредио инвазију грчког острва Крф због инцидента у којем је италијански генерал као и још два официра убијено на грчкој територији. Рат између ове две државе је спречило Друштво народа, које је наредило евакуацију италијанских војника са Крфа у замену за одшету коју ће платити Грчка.
Крајем 1920-их Мусолинијеви говори су све више и више тежили ка обећању територијалног проширења Италије, чиме је подразумевано да Италија постане најјача средоземна сила као и да добије излаз на Алтантски океан и сигурнији излаз на Индијски океан.  Мусолини је ово оправдавао тиме што је говорио да су Италији потребни сигурнији и непрестани излази на океан и важне трговске руте. Ово је озваничено документом под називом ''Марш на океане'' из 1939. Овај текст је прогласио да земље које немају слободни излаз на мора уставри нису била независне. Под овим је спадал Италија која је била ''затвореник у Средоземљу''.
На Балкану Италија је имала амбиције ка освајању Даламције, остатка Хрватске, Албаније, Словеније, Босне и Херцеговине, Грчке и Вардарске Македоније. Римска власт у тим регијама је била оправдање. Далмација и Словенија су биле једине територије које су биле планиране за пуно анектирање у Италију, док су остале земље требале да буду низ разних вазалних држава. Италији је такође било у циљу да оствари неки зависни однос са Аустријом, Мађарском, Југославијом, Румунијом и Бугарском.
Италија је 1932. и 1935. од Друштва народа тражила мандат над бившим немачким колонијама у Камеруну и допуштење у освајању Етиопије, где би Британија и Француска добиле италијанску подршку за Стрезански фронт. Овај захтев је одбијен од стране Француске, која се још није бојала неког знатног јачања Немачке.  
Касније је 1935. године започела Други италијанско-етиопски рат, али је овога пута успела да обезбеди победу. Етиопија је потом припојена другим италијанским источноафричким територијама, чиме је створена Италијанска источна Африка. Важно је напоменути да је Италија имала укупно око 4.359 жртава, док је Етиопија претрпела огромне губитке, са чак 275.000 мртвих цивила и војника. Значајан узрок овако високог морталитета било је италијанско кориштење иперита.  
У јулу 1936. Франсиско Франко, вођа националиста током Шпанског грађанског рата, од Италије тражи помоћ у грађанском рату против републиканаца, његових противника. Франко је обећао да ће односи између двије државе бити ''виши од пијатељског'' и да ће утицај Рима бити далеко већи него онај од Берлина. Италија је овај позив за помоћ прихвтаила у нади да ће окупирати Балеарска острва и створити шпанског вазала. Након победе националиста Италија је затражила контролу над Балеарима, али их је Франко одбио.
Након што је Уједињено Краљевство 1938. године потписало Англо-италијански ускршњи споразум, Мусолини и његов министар спољних послова, Галецао Ћано, изнели су захтеве за уступцима од стране Француске у Средоземљу и Црвеном мору, посебно у вези са Џибутијем, Тунисом и Суецким каналом под француском управом. Мусолини је тврдио да ће Италија моћи „слободно да дише“ тек када стекне повезане колонијалне територије у Африци које се протежу од Атлантског до Индијског океана, и када се у те територије насели десет милиона Италијана.
Те исте године, Италија је затражила утицај у Суецком каналу у Египту, конкретно инсистирајући да француско доминирана Суецка компанија прихвати италијанског представника у свом управном одбору. Италија је ово урадила јер супод управом француске компаније сви италијански трговачки бродови који су пловили ка Италијанској источној Африци морали да плаћају царину за пролаз кроз канал.
Даља освајања су остварена у Албанији, коју је Италија 1939. напала и окупирала те онда претворила у италијански протекторат и краљевину у личној унији са кућом Савоја. Као вођа нове Албаније постављен је Шефкет Верлаци.

### Други светски рат
Италија је ушла у Други светски рат у јуну 1940. године на страни Адолфа Хитлера са плановима да прошири територију Италије. Његове амбиције обухватале су западну Југославију, јужну Француску, Корзику, Малту, Тунис, део Алжира, атлантску луку у Мароку, Француску Сомалију, као и Египат и Судан под британском контролом.
Дана 10. јуна 1940. године, Мусолини је објавио рат Британији и Француској, које су од септембра претходне године биле у рату са нацистичком Немачком. У јулу 1940. године Ћано је представио Хитлеру листу италијанских циљева, која је обухватала: анексију Корзике, Нице и Малте; протекторат над Тунисом и тампон-зону у источном Алжиру; независност с италијанским војним присуством и базама у Либану, Палестини, Сирији и Трансјордану, као и национализација нафтних компанија у тим територијама; војну окупацију Адена, Перима и Сокотре; уступање Кипра Грчкој у замену за Јонска острва и Чамерију Италији; као и додељивање британског Сомалиленда, Џибутија, Француске Екваторијалне Африке, до данашње Ц.А.Р., Италији. Ћано је такође на састанку додао да Италија жели Кенију и Уганду. Хитлер није дао никаква обећања.
У октобру 1940. године, Мусолини је наредио инвазију на Грчку, али је операција била неуспешна. У априлу 1941. Немачка је покренула инвазију на Југославију, а потом напала Грчку. Немачке и италијанске снаге су за две недеље заузеле Југославију, а упркос британској подршци, до краја априла су окупирале и Грчку. Италијани су преузели контролу над деловима окупиране Југославије и Грчке. Принц Ајмоне од Савоја , постављен је за краља новостворене Независне Државе Хрватске.
Током битке за Британију, Италијани су покренули инвазију на Египат с намером да заузму Суецки канал. До 16. септембра 1940. године, Италијани су напредовали 100 километара преко границе. Међутим, у децембру су Британци покренули операцију "Компас" и до фебруара 1941. у потпуности вратили Египат и чак започели контраофанзиву у Либију. Немачка интервенција спречила је пад Либије, а заједнички осовински напади одгурали су Британце назад у Египат до лета 1942. године, када су заустављени код Ел Аламејна. Интервенција савезника против вишијевског режима у Мароку и Алжиру отворила је нови фронт за осовинске силе. Као одговор на то, Немачке и италијанске снаге су ушле Тунис крајем 1942.Међутим, војници на египатском фронту су приморани да се повуку дубоко у Либију. До маја 1943. године, осовинске снаге у Тунису биле су приморане на предају.

#### Источноафричка кампања
Италијанска кампања у источној Африци започела је офанзивама на британске територије у Кенији, британски Сомалиленд и Судан. У лето 1940. године, италијанске снаге успешно су заузеле цео британски Сомалиленд. Међутим, у пролеће 1941. Британци су покренули контраофанзиву и дубоко продрли у Италијанску источну Африку. До 5. маја, цар Етиопије, Хајле Селасије I, вратио се у Адис Абебу и поново преузео етиопски престо. У новембру је последњи организовани италијански отпор окончан падом Гондара. Након предаје у источној Африци, неки Италијани су ипак наставили герилски рат који је трајао још две године.
Окупација Корзике
У новембру 1942. године, када су Немци окупирали Вишијевску Француску током операције „Антон“, италијанска окупациона зона у Француској је проширена, укључујући и Корзику.

### Пад царства
До јесени 1943. Италијанско царство и све наде о ширењу су пропале. Краљ Италије, Виторио Емануеле III, је након предаје осовинских снага у Тунису створио заверу да збаци Мусолинија са власти. Ово означава почетак пада фашистичке Италије и тиме пад Италијанског царства. Касније започиње савезничка инвазија Сицилије, након које сва Мусолинијева подршка нестаје.
Састанак Великог савета фашизма одржан је 24. јула, на коме је Мусолини изгласан са власти. "Дуче" је затим свргнут и ухапшен од стране краља наредног дана. Након тога, Мусолини је остао заробљеник краља све до 12. септембра, када је, по Хитлеровом наређењу, спасен од стране немачких падобранца и постао вођа новоосноване Италијанске социјалне републике.
Након 25. јула, нова италијанска влада под краљем и маршалом Пјетром Бадољом остала је део Сила осовине. Међутим, тајно је започела преговоре са Савезницима. На ивици савезничке операције на Салерну, која је започела савезничку инвазију на Италију, нова италијанска влада је тајно потписала примирје са савезницима. Примирје је објављено јавности 8. септембра. У Албанији, Југославији, Додеканезу и другим територијама које су још увек биле под италијанском контролом, немачке војне снаге су успешно напале своје бивше италијанске савезнике и успешно преузели територије. Током кампање за Додеканез, савезнички покушај да заузму Додеканез уз сарадњу са италијанским трупама завршио је потпуним немачким успехом. У Кини, јапанска царска војска је окупирала италијански уступак у Тјенцину након што су добили вест о примирју. Касније те 1943. године, Италијанска социјална република је формално уступила контролу над уступком јапанском вазалу у Кини, Прерађеној државној влади Кине под Вангом Ђингвејем.
У 1947., Уговором о миру са Италијом формално је окончано царство, које је до тада већ уствари било потпуно уништено. Вођене дискусије о томе да се Триполитанија (провинција Италијанске Либије) одржи као последња италијанска колонија, али оне нису биле успешне. У новембру 1949. године, бивши италијански Сомалиланд, који је тада био под британском војном администрацијом, постао је десетогодишња територија под поверењем Уједињених нација под италијанском администрацијом. Коначно 1. јула 1960. године, Сомалија је спојена са британским Сомалиленд и формирана као независна Сомалијска Република и тиме је незванично завршено Италијанско царство.